# 김종건 (1964년)
김종건(金鍾建, 1964년 3월 29일~)은 대한민국의 전 축구 선수 및 지도자이다. 1983년 FIFA 세계 청소년 축구 선수권 대회와 1988년 하계 올림픽 축구에 출전하였다. 동명이인의 축구 선수 1969년생 김종건이 있다.